# 南京理工大学泰州科技学院
南京理工大学泰州科技学院，是南京理工大学与泰州市政府合作举办的普通全日制综合性本科独立学院，地处泰州市海陵区。

## 历史[2]
- 2002年起，泰州市政协委员提出关于发展泰州高等教育的提案；
- 2003年12月28日，泰州市与江苏省教育厅、南京理工大学签署合作建立本科学院协议。
- 2004年6月14日，南京理工大学泰州科技学院成立，为公有民办二级学院；
- 2004年—2006年，学院在泰州职业技术学院校区办学。
- 2006年9月11日，泰州市高教园区一期工程落成，学院进入新校区。
- 2008年，参与组建泰州大学（筹）。

## 学校标志
校风：求真务实，自强不息

校训：明体达用

校歌：远航

## 专业设置
18个专业、32个专业方向：
- 机械工程及自动化
- 电气工程及其自动化
- 电子信息工程
- 自动化
- 土木工程
- 化学工程与工艺
- 会计学